# Cliffs of Moher
Koordinaten: 52° 56′ 10″ N, 9° 28′ 15″ W

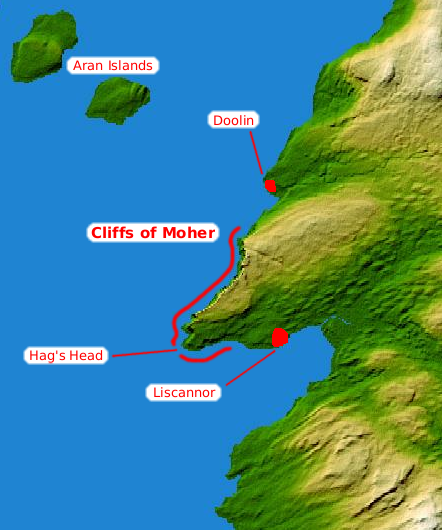
Lage und Umgebung der Klippen

Die Cliffs of Moher (irisch Aillte an Mhothair) bilden eine bekannte Kliffküste in Irland. Sie liegen an der Westküste der irischen Hauptinsel im County Clare nahe den Ortschaften Doolin (nördlich der Klippen) und Liscannor (südlich der Klippen).

## Der Name
Die meist von Pflanzen überwucherten Ruinen eines befestigten Wohnsitzes eines Häuptlings werden in der Provinz Munster, so auch im County Clare, häufig mothar (gesprochen „moher“) genannt. Ursprünglich bezeichnete der Begriff eine Gruppe von Bäumen oder Büschen. Auf der Klippe nahe Hag’s Head an der Westküste des County Clare stand einst ein solches Steinfort, genannt Moher O’Ruan (irisch Mothar Uí Ruain, „O’Ruans zerfallenes Fort“). Diese Landmarke gab den Klippen ihren Namen.

## Beschreibung
Die Klippen ragen an vielen Stellen nahezu senkrecht aus dem Atlantischen Ozean und erstrecken sich über mehr als acht Kilometer. Am Südende, dem Hag’s Head, haben sie eine Höhe von ungefähr 120 m, nördlich des O’Brien’s Tower erreichen sie sogar 214 m.
Der O’Brien’s Tower liegt etwa auf der Hälfte der Uferstrecke und entstand 1835 im Auftrag von Sir Cornellius O’Brien als Wachturm. Bei guter Sicht sind von dort aus die Aran Islands und mitunter auch die Galway Bay zu sehen. Jenseits dieser liegen die Maumturk-Berge in Connemara.
Am Kliff leben fast ausschließlich Vögel; eine Zählung ergab 30.000 Tiere in 30 Arten. Die interessantesten sind die atlantischen Papageientaucher, die in großen Kolonien an isolierten Stellen des Kliffs und auf Goat Island leben. Des Weiteren gibt es Falken, Möwen, Krähenscharben, Trottellummen und Alke.

## Tourismus
Im Sommer sind die Klippen eine stark besuchte Touristenattraktion. Der zum Besucherzentrum gehörende kostenpflichtige Parkplatz in der Nähe des O’Brien’s Tower ist von Besucherfahrzeugen und Verkaufsständen überfüllt. Für Wanderer und Radfahrer ist der Eintritt frei.
Ein breit ausgebauter Weg lenkt die Touristenströme zunächst einen Hügel hinauf zu den Klippen bis hin zu einer Aussichtsplattform. Ein bis zum Hag’s Head (Ceann na Cailleach) weiterführender, jedoch ungesicherter Weg am Rande der Klippen existiert ebenfalls. Bis Mitte 2013 verhinderte an dessen Beginn allerdings eine Absperrung das Weitergehen. Auf einem Schild wurde in englischer, französischer und deutscher Sprache gebeten, den Weg nicht zu benutzen. Mit Eröffnung des Cliffs Coastal Walk am 14. Juni 2013 entstand ein neuer Weg am Rande der Klippen, der auf dem bisher abgesperrten basierte. Dadurch wurde es möglich, auf einer Strecke von knapp 20 km zwischen Doolin und Liscannor die gesamten Klippen abzulaufen. Dieser neue Weg ist größtenteils unbefestigt und führt teilweise in Form eines Trampelpfads nur wenige Meter vom Klippenrand entfernt die Küstenlinie entlang.
Am 8. Februar 2007 wurde das Besucherzentrum mit befestigten Gehwegen fertiggestellt. Der etwa 200 Meter lange Teil des Besucherwegs, der sich bis zum O’Brien’s Tower erstreckt, wurde aus Sicherheitsgründen seitlich durch bis zu 1,40 Meter hohe Steinplatten begrenzt, so dass die Besucher nicht mehr direkt bis an das Cliff herantreten können. Seitdem ist die Sicht auf die Klippen eingeschränkt. Südlich der Klippen liegt die Felseninsel Bishop’s Island.
Vereinzelt kam es zu tödlichen Unfällen durch Sturz von den Klippen. Im Jahr 2019 verunglückte ein 26-jähriger indischer Student und in drei voneinander unabhängigen Unglücksfällen 2024 verstarben eine 25-jährige Touristin, ein 17-jähriger sowie ein 12-jähriger Junge.
Die Cliffs of Moher sind zwar die bekanntesten Klippen Irlands, allerdings nicht die höchsten. So sind die Slieve League im irischen County Donegal an ihrer höchsten Stelle 601 m hoch und die Klippen von Croaghaun auf Achill Island im County Mayo messen sogar 664 m. Die Klippen von Croaghaun sind touristisch nicht erschlossen und daher weniger populär.

## Kunst und Kultur
Die Cliffs of Moher sind ein beliebter Drehort für Filme. So entstanden hier Szenen unter anderem für Harry Potter und der Halbblutprinz, Hear My Song, Lucky Love -  Verliebt in Irland und Die Braut des Prinzen und Star Wars Episode 7.
1994 fand an den Cliffs of Moher das Covershooting für das Album “Over The Hump” der Kelly Family statt. Das Album markierte den Durchbruch für die Band.

## Fotos

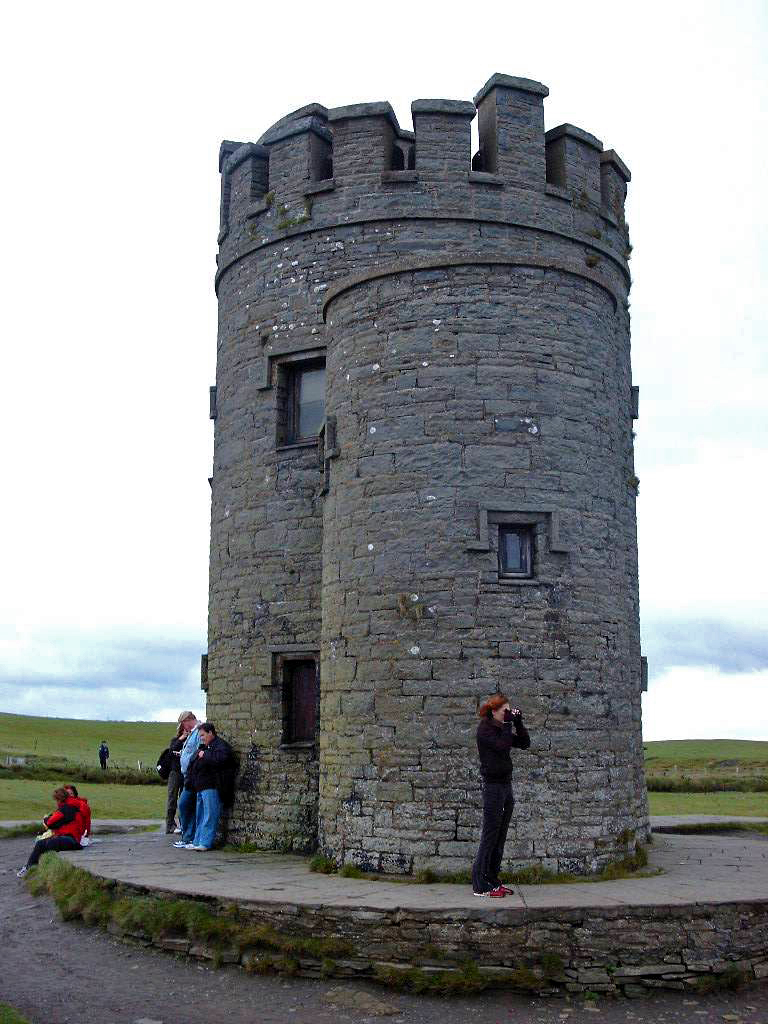
O’Brien’s Tower, Klippenhöhe ca. 200 m
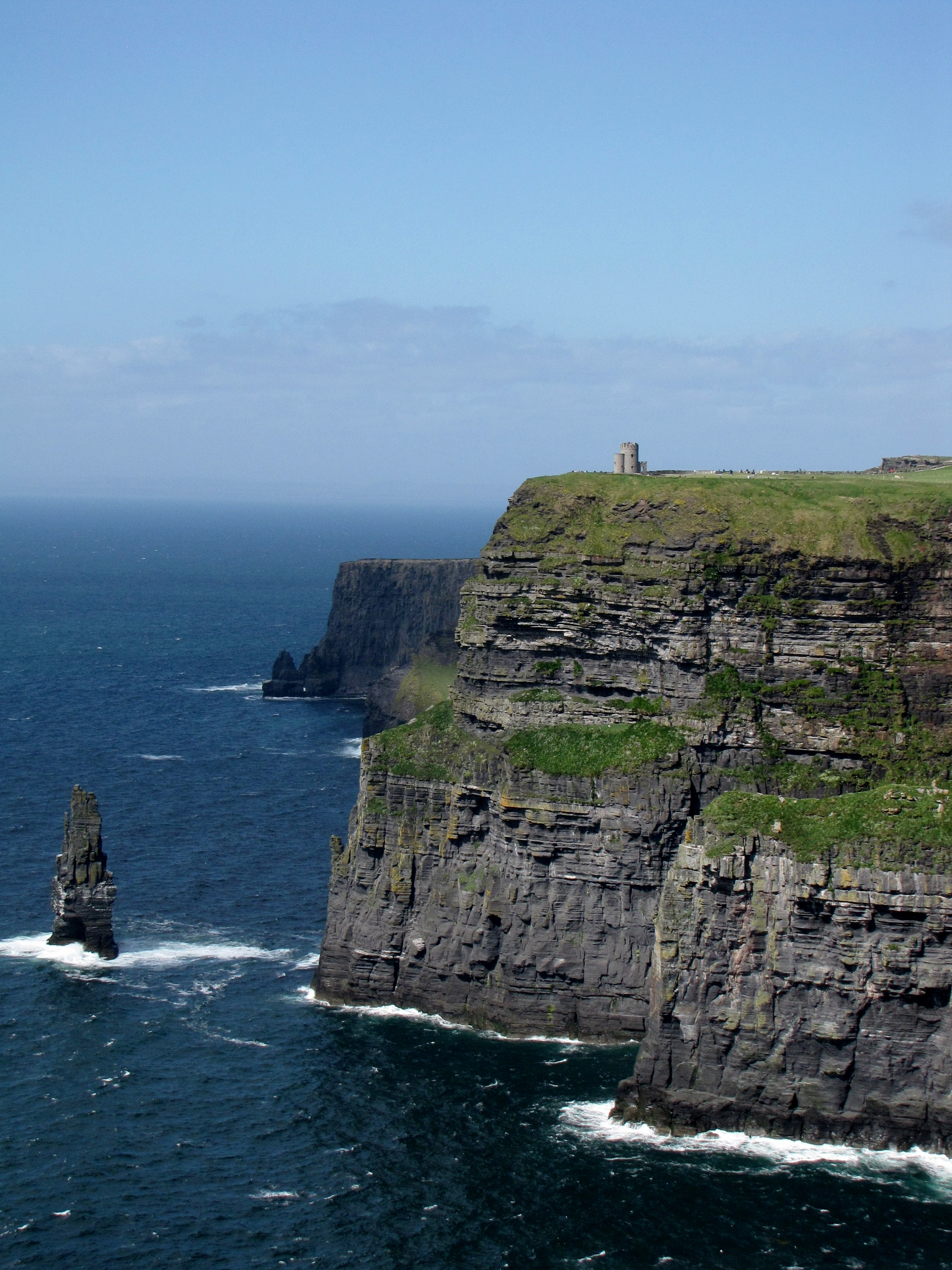
Blick nach Norden mit dem O’Brien’s Tower
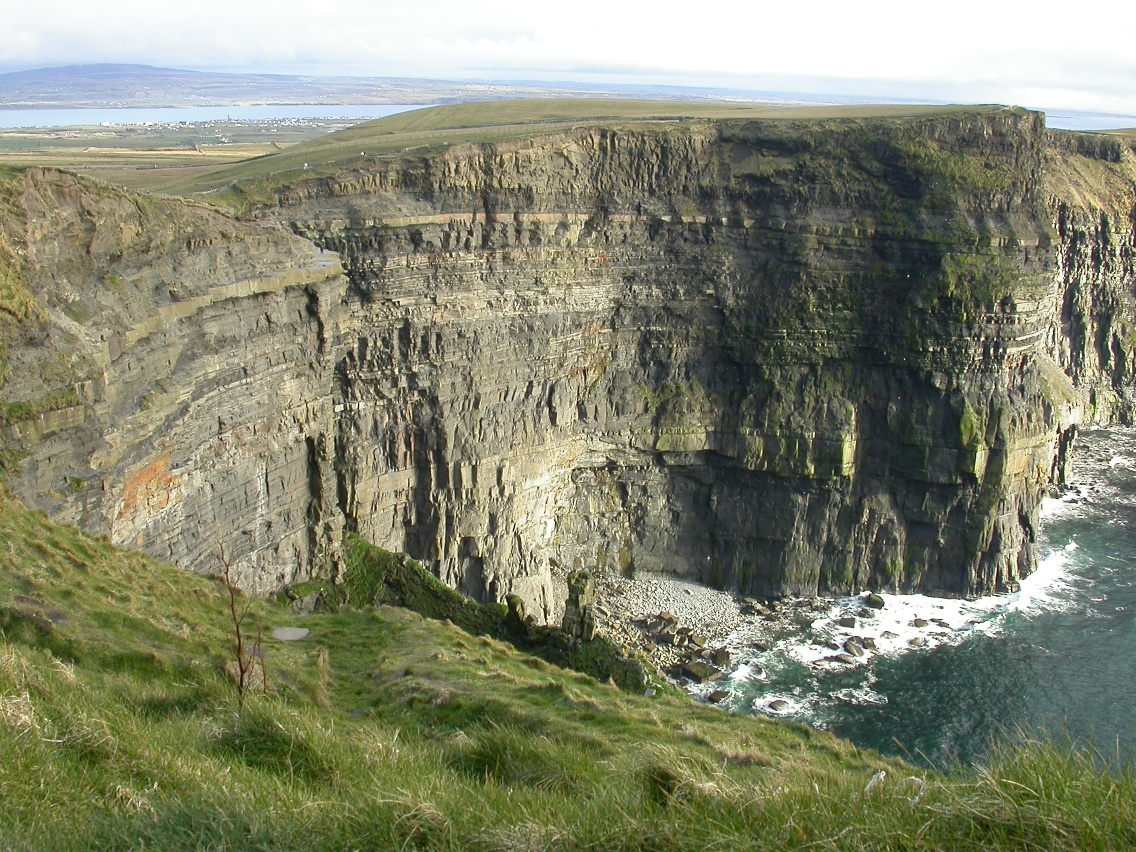
Blick nach Osten
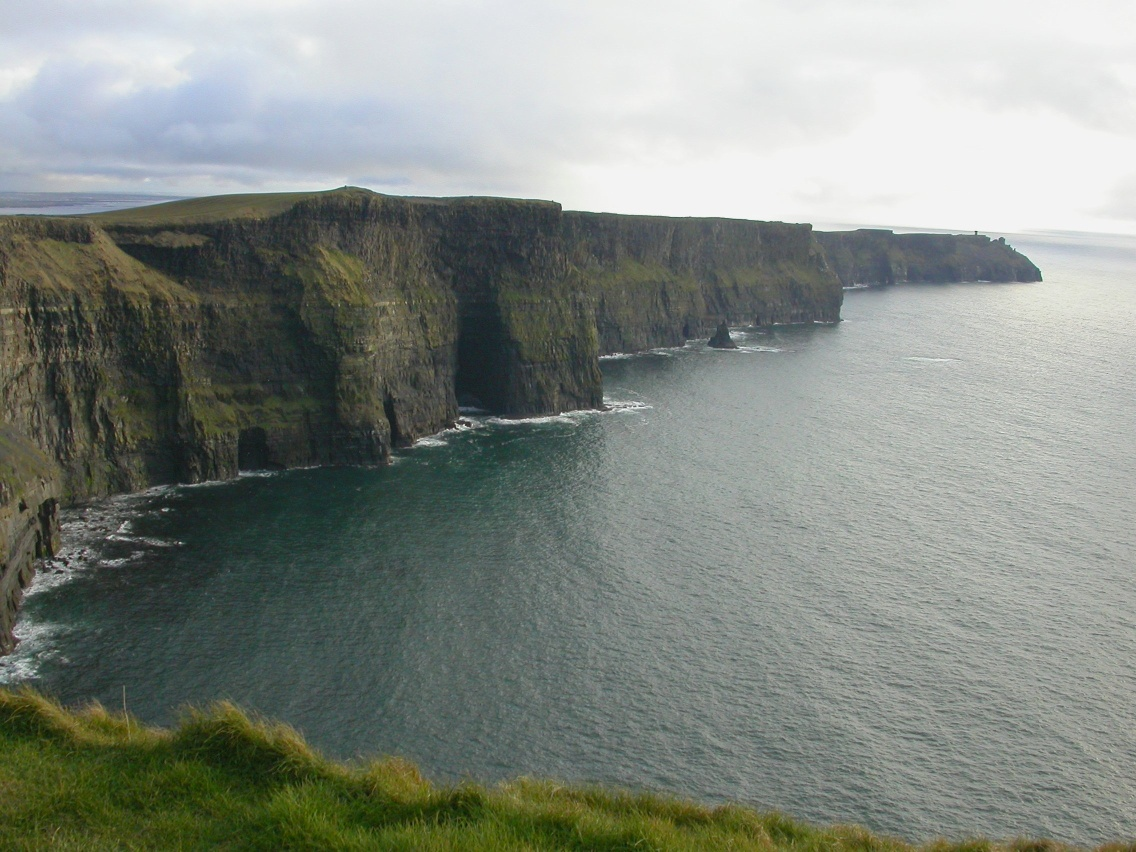
Blick nach Süden
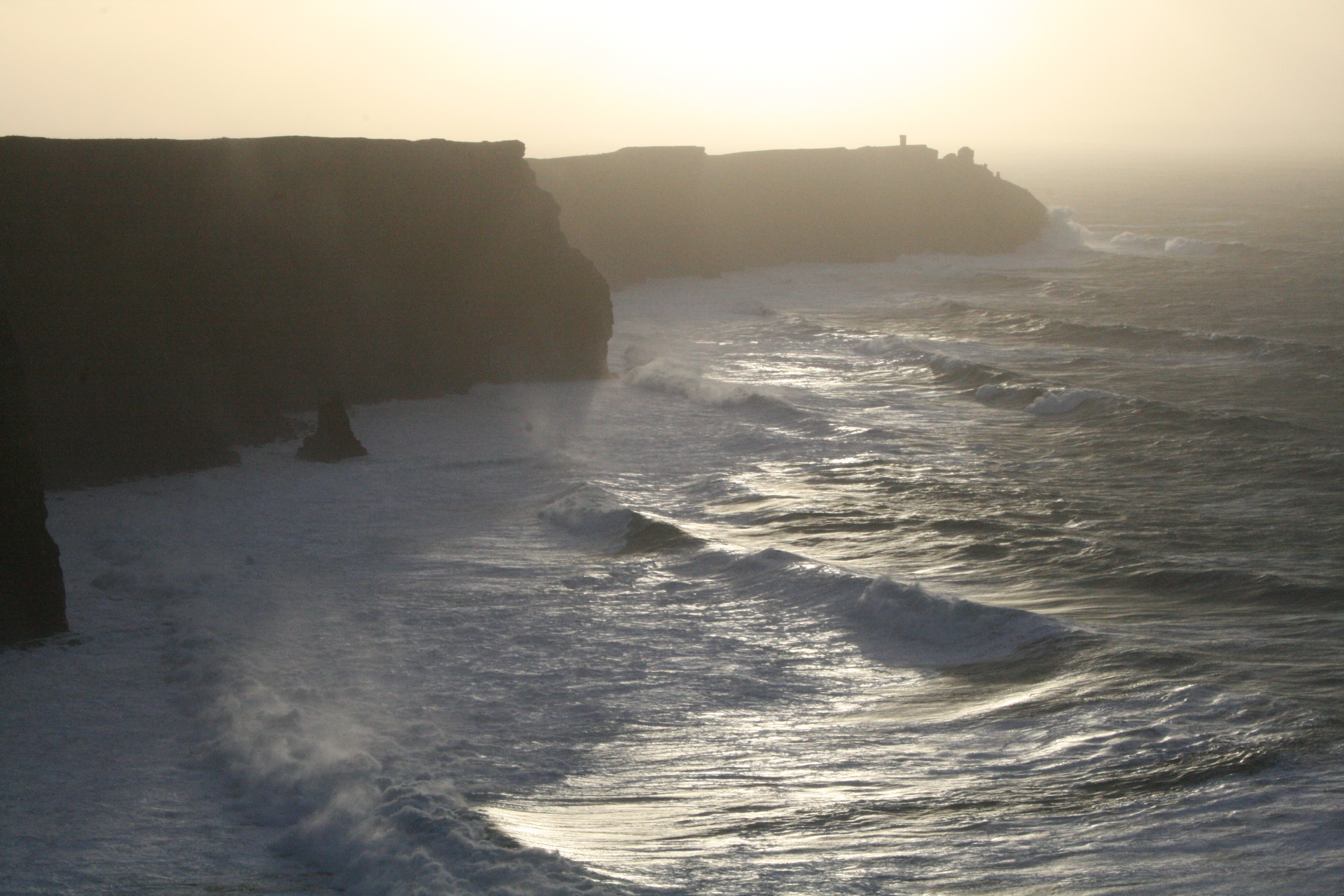
Blick auf den Hag’s Head bei stürmischem Wetter
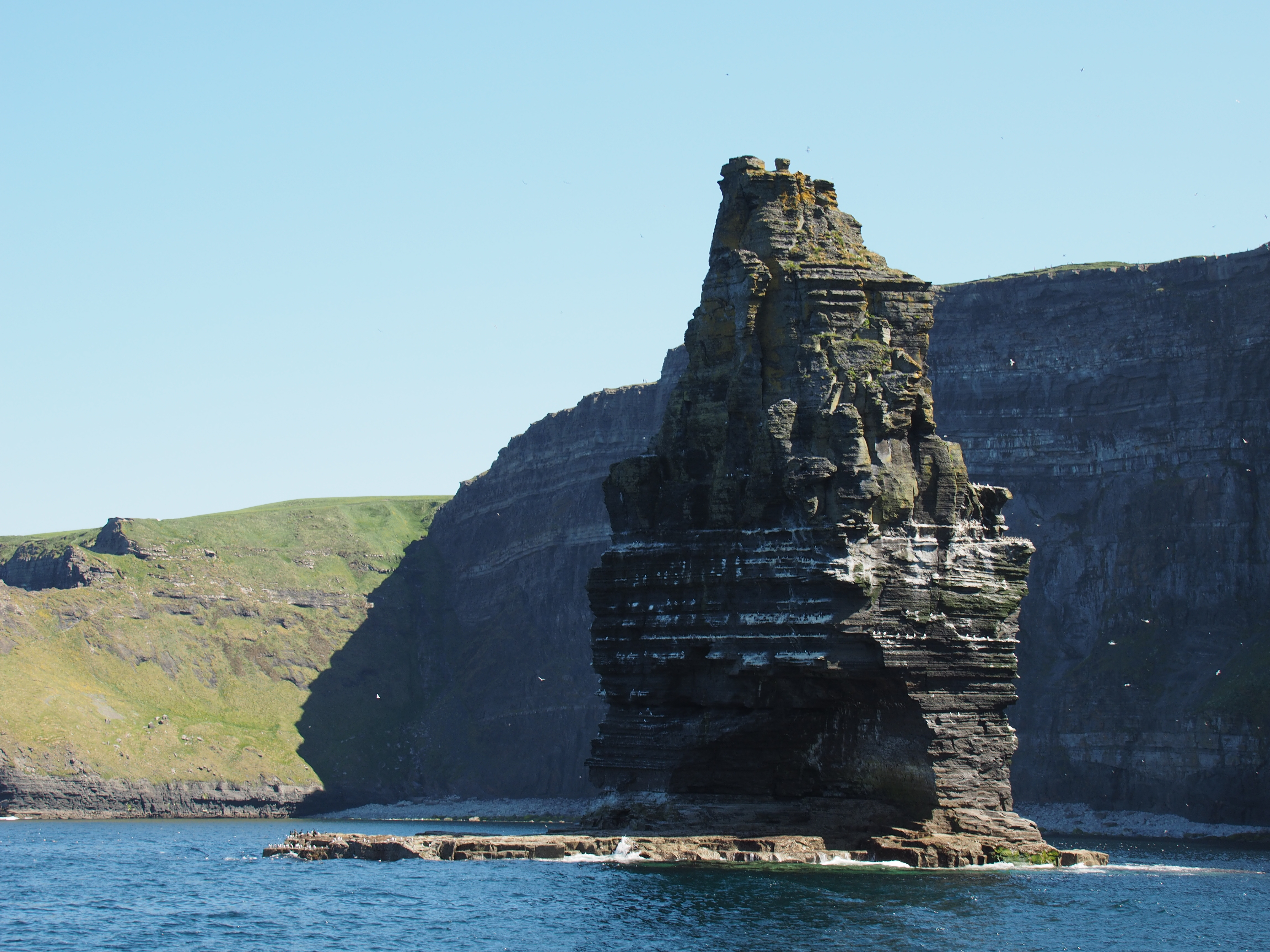
Felsspitze „Branaunmore“
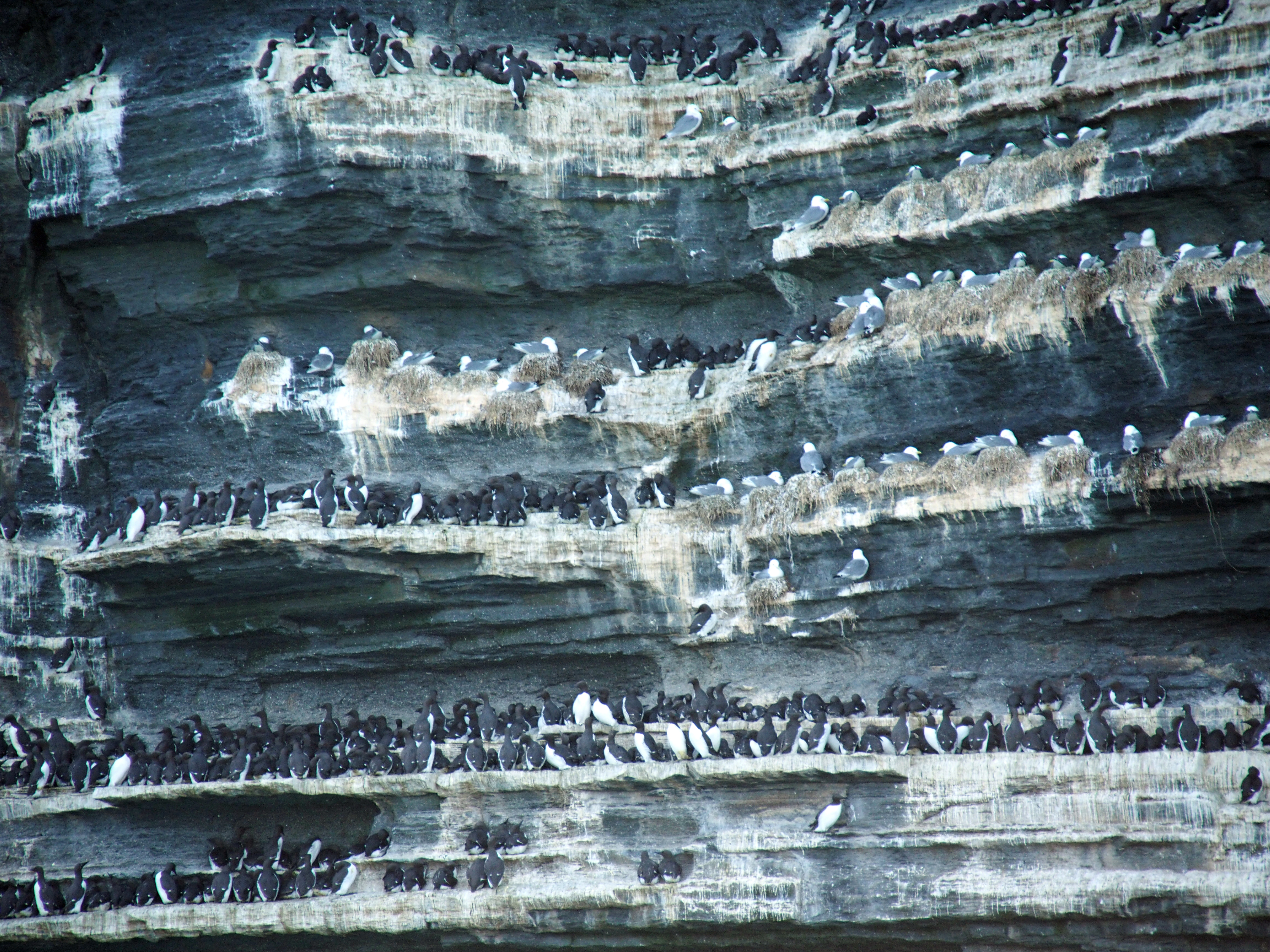
Dreizehenmöwen und Trottellummen auf Branaunmore
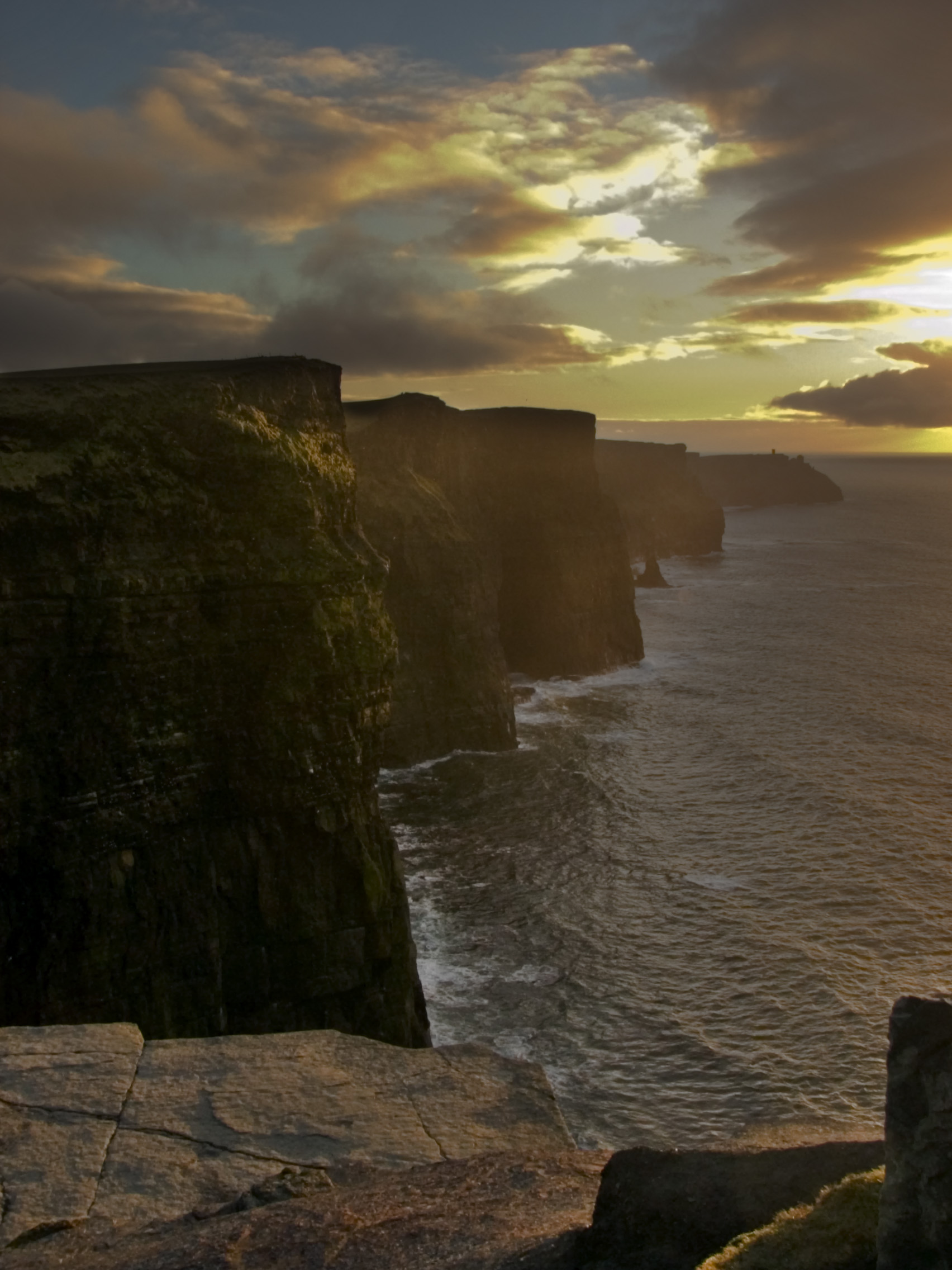
Sonnenuntergang, Februar 2005
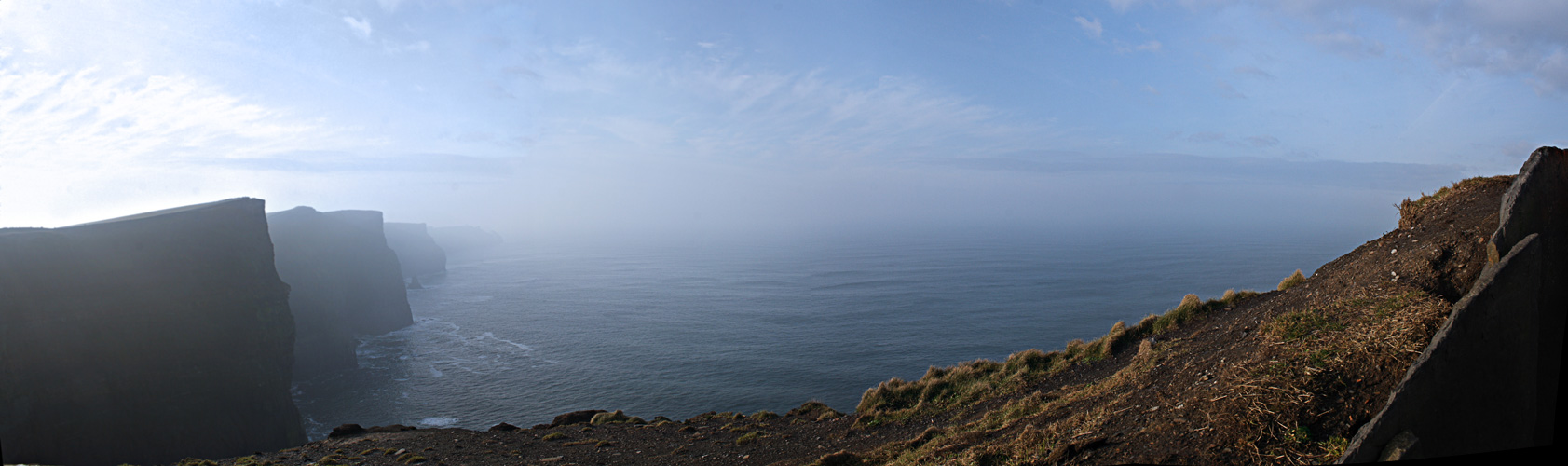
Panorama, Dezember 2006
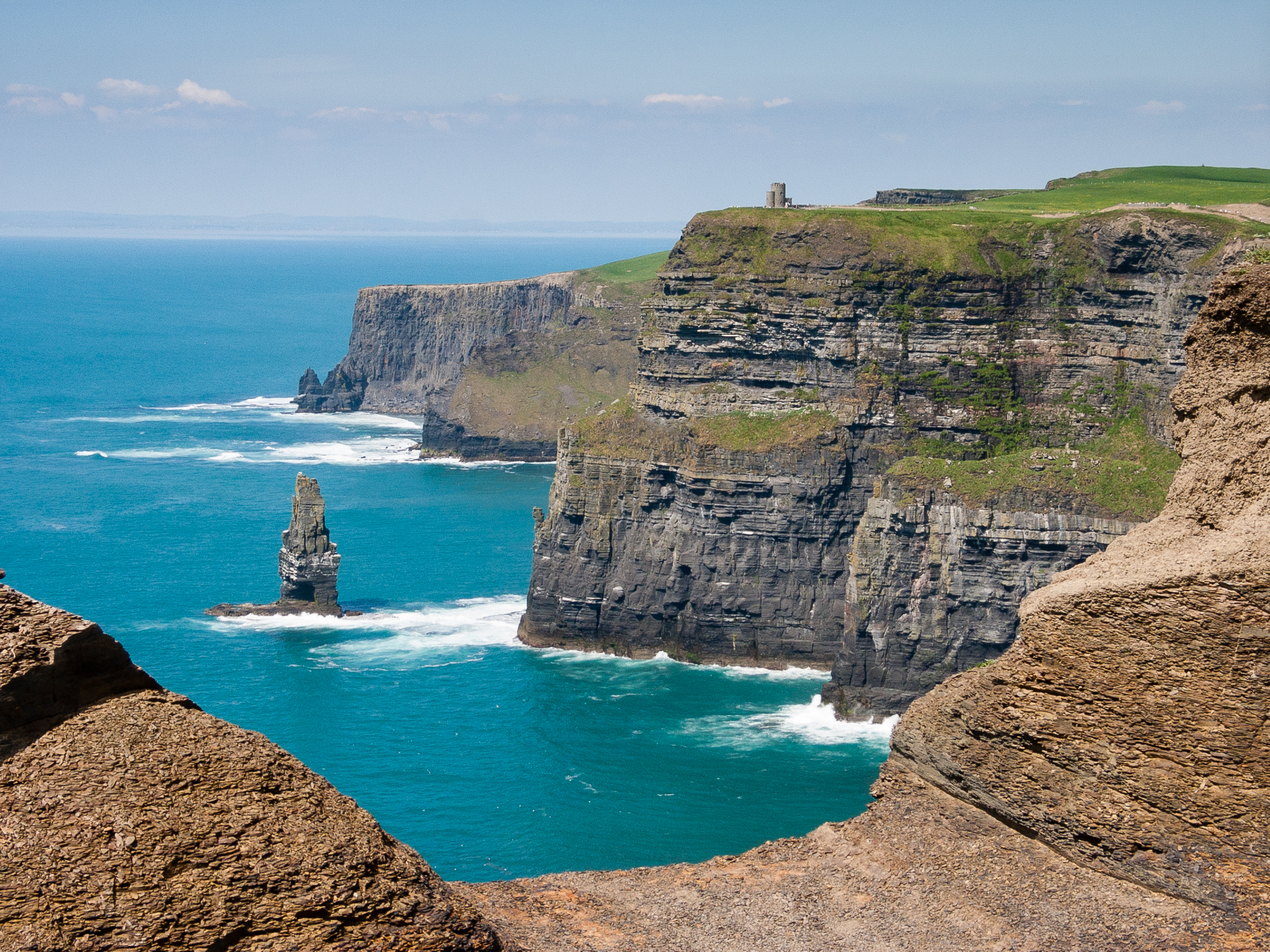
Cliffs of Moher bei traumhaftem Wetter im Juni 2007
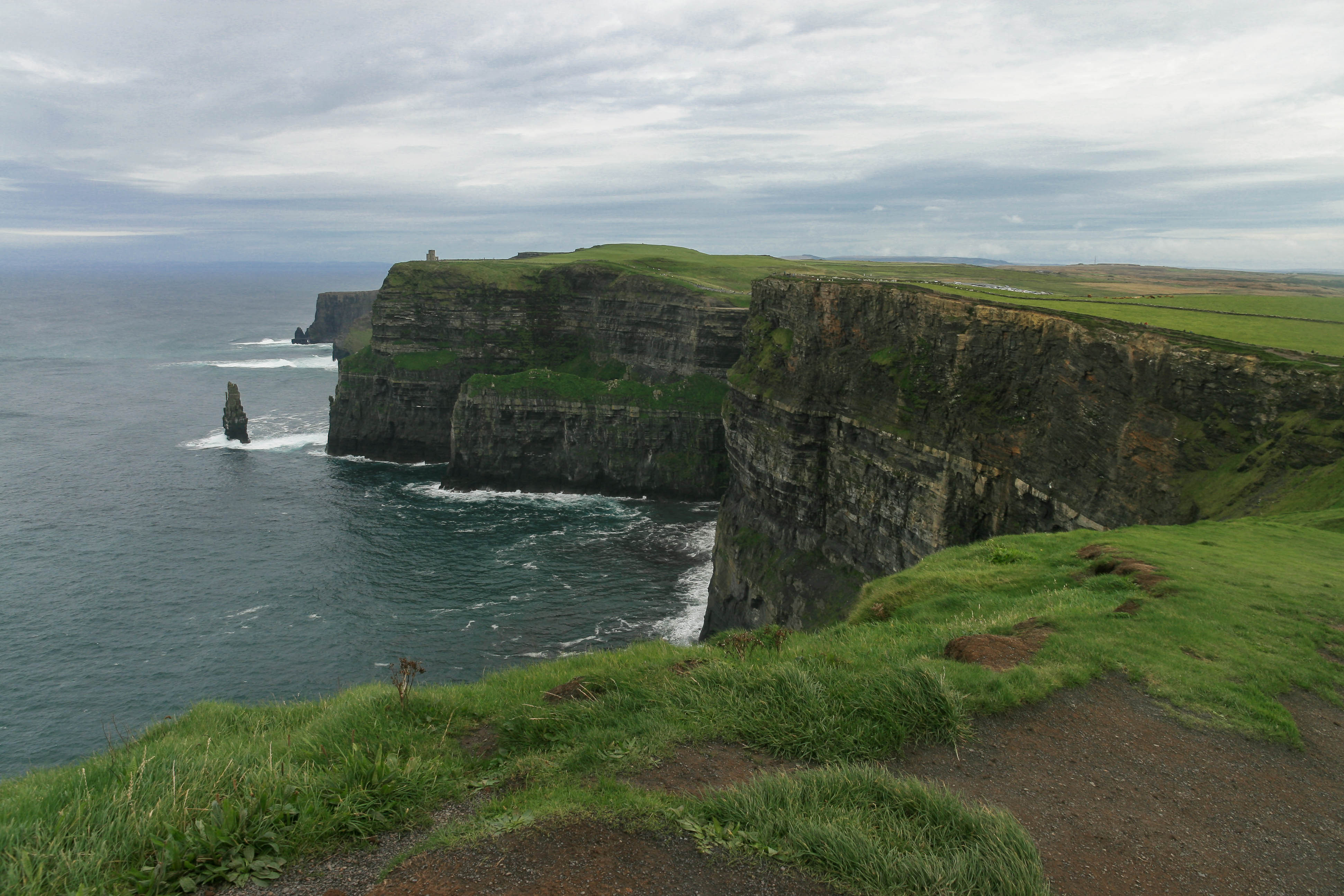
Cliffs of Moher, September 2016
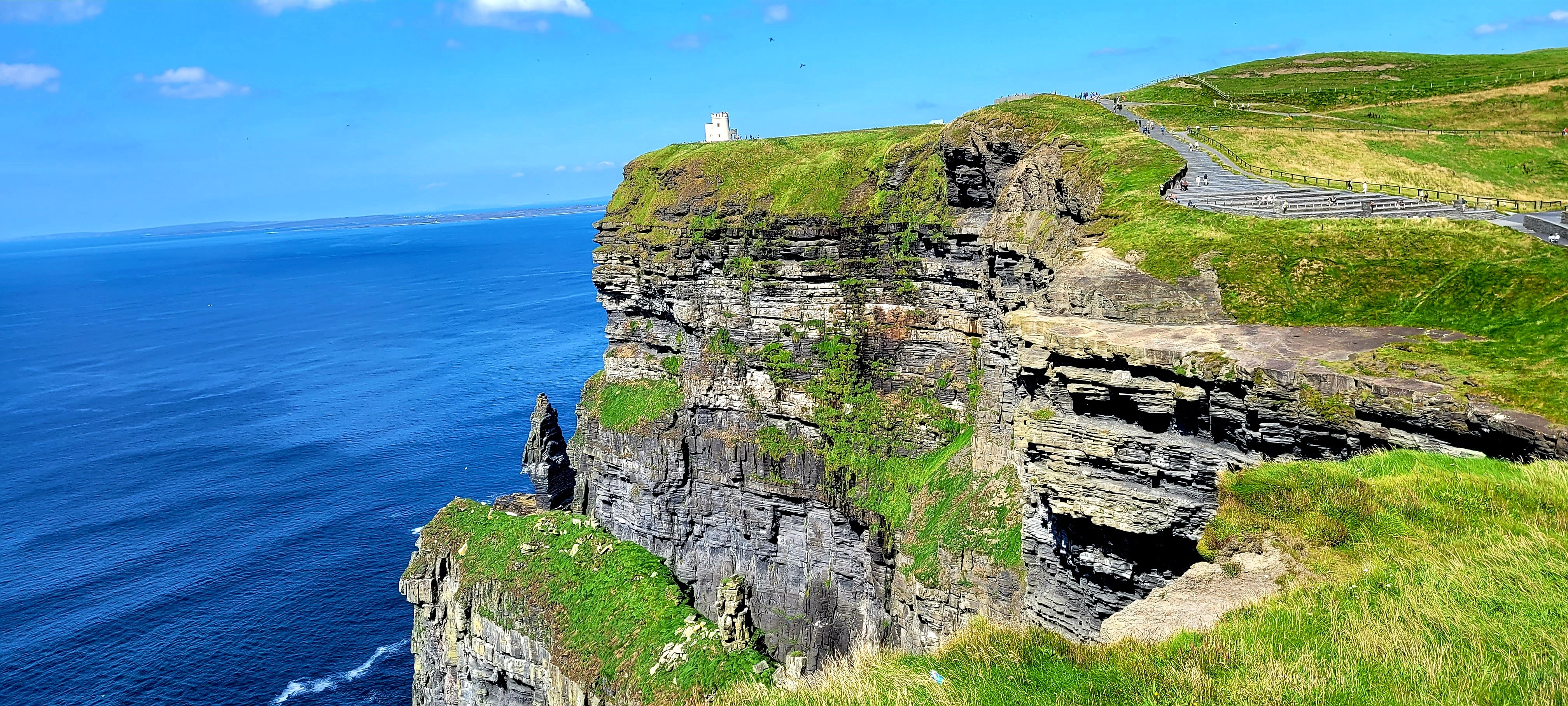
Cliffs of Moher: Besucherweg zum O’Brien’s Tower